# Saison 7 de Ghost Adventures
 (janvier 2024).
La mise en forme du texte ne suit pas les recommandations de Wikipédia : il faut le « wikifier ».
Les points d'amélioration suivants sont les cas les plus fréquents. Le détail des points à revoir est peut-être précisé sur la page de discussion.
- Les titres sont pré-formatés par le logiciel. Ils ne sont ni en capitales, ni en gras.
- Le texte ne doit pas être écrit en capitales (les noms de famille non plus), ni en gras, ni en italique, ni en « petit »…
- Le gras n'est utilisé que pour surligner le titre de l'article dans l'introduction, une seule fois.
- L'italique est rarement utilisé : mots en langue étrangère, titres d'œuvres, noms de bateaux, etc.
- Les citations ne sont pas en italique mais en corps de texte normal. Elles sont entourées par des guillemets français : « et ».
- Les listes à puces sont à éviter, des paragraphes rédigés étant largement préférés. Les tableaux sont à réserver à la présentation de données structurées (résultats, etc.).
- Les appels de note de bas de page (petits chiffres en exposant, introduits par l'outil «  Source ») sont à placer entre la fin de phrase et le point final[comme ça].
- Les liens internes (vers d'autres articles de Wikipédia) sont à choisir avec parcimonie. Créez des liens vers des articles approfondissant le sujet. Les termes génériques sans rapport avec le sujet sont à éviter, ainsi que les répétitions de liens vers un même terme.
- Les liens externes sont à placer uniquement dans une section « Liens externes », à la fin de l'article. Ces liens sont à choisir avec parcimonie suivant les règles définies. Si un lien sert de source à l'article, son insertion dans le texte est à faire par les notes de bas de page.
- La présentation des références doit suivre les conventions bibliographiques. Il est recommandé d'utiliser les modèles {{Ouvrage}}, {{Chapitre}}, {{Article}}, {{Lien web}} et/ou {{Bibliographie}}. Le mode d'édition visuel peut mettre en forme automatiquement les références.
- Insérer une infobox (cadre d'informations à droite) n'est pas obligatoire pour parachever la mise en page.

Pour une aide détaillée, merci de consulter Aide:Wikification.
Si vous pensez que ces points ont été résolus, vous pouvez retirer ce bandeau et améliorer la mise en forme d'un autre article.
Chronologie
Saison 6 Saison 8
Cet article traite de la septième saison des reportages de Ghost Adventures, une équipe américaine de chasseurs de fantômes.

## Distribution

### Personnages principaux
- Zak Bagans
- Nick Groff
- Aaron Goodwin

### Personnages récurrents
- Billy Tolley, technicien spécialiste des PVE

## Liste des épisodes

### Épisode 1:La Prison Central Unit
- États-Unis :
- France : sur CStar

### Épisode 2:L'Excalibur et le cimetière de Bachelor's Grove
- États-Unis : 21 septembre 2012 sur Travel Channel[1]
- France : 30 avril 2014 sur Planète+ No Limit[2]

- Neil Tobin[3], nécromancier
- Joshua Kerbis, ancien directeur de l'Excalibur Night Club[1]
- Ursula Bielski[3], fondatrice de Chicago Hauntings
- John Stephenson, chercheur en parapsychologie[1]
- Kim Reese, garde de la réserve forestière du comté de Cook[1]

L'émission se déroule sur deux lieux. Le premier est le cimetière de Bachelor Grave, abandonné et envahi par la végétation. Les enterrements dans ce cimetière auraient été établi de 1844 jusqu'à 1989. Ce cimetière a été vandalisé par des jeunes dont certains ont creusé, et déterré des crânes. Des rituels sataniques ont également eu lieu ici,. De plus, la mafia de Chicago au temps d'Al Capone jetait parfois des cadavres dans l'étang à côté du cimetière. Enfin, certains témoins ont raconté avoir aperçu passer une automobile datant du début du XIXe siècle disparaissant ensuite, ce qui s'expliquerait par un phénomène de psychométrie.
En 1991, une photographie publiée par Mari Huff de ce cimetière faisait apparaître une mystérieuse jeune femme sur une tombe. John Stephenson, qui a précédemment enquêté sur ce cimetière a pu capter en mai 2008 une voix lui disant « je vais te tuer ».
Le second est la discothèque Excalibur Nightclub. L'Excalibur Nightclub existe depuis 1989 en lieu et place d'une autre discothèque ouverte en 1985 mais qui avait été fermée,. Cette boîte de nuit a été créée dans l’ancien bâtiment de la Société d’Histoire de Chicago, reconstruit en 1892 après le grand incendie de Chicago d’octobre 1871 où des gens qui se croyaient à l'abri ont péri notamment trois femmes qui n'ont pu y échapper,. Dans ce bâtiment précédemment ravagé par l'incendie figurait la dépouille de Jean La Lime, assassiné le 1er juin 1812 par John Kinzie.
À son arrivée en 1985, le propriétaire Joshua Kerbis ne croyait pas aux fantômes. Mais certains clients ont dit avoir été poussés par dessus une balustrade par des forces inconnues, une femme a vu au 3e étage une petite fille se balader seule et quand elle a prévenu Joshua celui-ci a vu l'apparition d'une petite fille. De plus, en 1991, dans les toilettes des femmes, Ursula Bielski a eu l'impression qu'une force invisible lui touchait les cheveux. Enfin, une bougie en hauteur sur une statue de chérubin était parfois allumée mystérieusement.
Arrivés à Chicago le 21 mai 2012, Zak, Aaron et Nick sont dans un premier temps bloqués par une importante manifestation contre une conférence de l'OTAN. Puis avant de faire leur immersion nocturne sur les deux lieux, Zak profite de ce passage dans l'Illinois pour aller à Glenn Ellyn, pour montrer à son équipe sa maison de jeunesse et le lycée où il a obtenu l'équivalent du baccalauréat en 1995, la Glenboard High School.
Lors de la première enquête dans le cimetière, Zak, Nick et Aaron ont vu une sphère lumineuse qu'ils ont filmé et qui semblait se déplacer car ils ont tenté en vain de s'en approcher, celle-ci semblant s'éloigner. Pour les agents de police empêchant toute personne de s'approcher pour perturber le reportage nocturne, il est impossible que cette lueur provienne de leur torche. Ce phénomène de lumières avait déjà été signalé dès 1970. De plus deux voix ont été enregistrées et Aaron a eu l'impression que le groupe était suivi.

### Épisode 3:Le Phare de Point Sur
- États-Unis : 28 septembre 2012 sur Travel Channel[12]
- France : sur CStar

- Carol O'Neil, historienne[12]
- Julie Nunes, guide touristique[12]
- Peggy Armer, bénévole du phare[12]
- Monica Judd-Powell, bénévole du phare[12]
- JoAnn Semonest, historienne[12]
- Brian Cutting, capitaine du bateau «Randy's Fishing Boat»[12]

Ce phare a été construit en 1889 sur la côte californienne. En 1894, six personnes ont trouvé la mort lors du naufrage du navire « Los Angeles » heurtant des rochers. En 1933, une barque s'échouait, entrainant deux morts. de plus, l'USS Macon, un ancêtre du ballon dirigeable s'écrasa sur ce rocher en 1935. Ce ne sont que les exemples les plus connus sur la douzaine de naufrages autour de cette pointe rocheuse. Le dernier des gardiens a a quitté le phare en 1974 à la suite de son automatisation en 1972.
Parmi les expériences étranges relayées, Peggy Armer raconte qu'elle et Julie Nunes ont entendu une fois à l'étage des bruits de tiroir qui s'ouvrent alors que personne n'y était présent. Des tiroirs d'une commode étaient effectivement ouverts et elles les ont refermé. Mais sitôt redescendus, le même bruit s'est fait entendre et les tiroirs étaient de nouveau ouverts. Aussi, une fille de 10 ans a dit avoir vu un homme en costume de capitaine. Enfin, peu avant la venue de l'équipe de Ghost Adventures, un officier de police et un ranger des parcs témoignent à visage caché avoir entendu la voix d'un esprit.

### Épisode 4:L’Hôtel Palmer House
- États-Unis : 5 octobre 2012 sur Travel Channel[15]
- France :

- Kelley Freese, propriétaire de l'hôtel[16]
- Chris Schneider, ancienne cliente et médium
- Dave Schrader, enquêteur paranormal

Une fois n'est pas coutume, c'est la propriétaire de l'hôtel Palmer House, Kelley Freese, qui a appelé l'équipe de Ghost Adventures pour enquêter sur son relais alors que d'habitude c'est la bande qui demande à faire un reportage paranormal sur un lieu. En 1863 a été construit dans le Minnesota la Sauk Center House, un hôtel. Mais le 26 juin 1900, un dramatique incendie a dévasté ce premier établissement. En 1901, en lieu et place de celui-ci, un nouvel hôtel a été construit, le Palmer House, plus luxueux et devant son nom à ses propriétaires Ralph et Christena Palmer. Mais dans le précédent incendie meurtrier, des gens sont probablement morts. La propriétaire a trouvé des ossements sous l'escalier menant au sous-sol. De plus, dans les années 1950, on raconte qu'un client s'est pendu dans le bar.
Par conséquent, le site est réputé hanté: dans les années 1970, un ancien propriétaire a dit avoir entendu des bruits de pas vers les chambres 12 et 13; et l'actuelle propriétaire a relaté avoir vu une effrayante entité, un gros chien noir avec des yeux rouges,.
Dès le début, en donnant des informations à Zak et son équipe, la propriétaire se sent comme oppressée. Un instrument révèle par ailleurs beaucoup d'activité autour de Chris Schneider, une ancienne cliente qui possède certains dons médiumniques. Plus tard, ils se rendent dans la chambre 17 où a autrefois séjourné une dénommée « Lucy ». Lorsque Zak défait le lit, le détecteur électromagnétique d’emballe et Zak ressent une décharge statique à la tête. Quant à Aaron, il entend quelqu’un courir dans le couloir du second étage mais la caméra n’y était pas positionnée.

### Épisode 5:Le Manoir de Black Moon
- États-Unis : 12 octobre 2012 sur Travel Channel[21]
- France : sur CStar

- Jennifer Waltz, témoin[22]
- Matt Speck, propriétaire du manoir[21]
- Janie O'Daniel, investigatrice paranormale[21]
- Jeffrey Poe, enquêteur paranormal[21]
- Joe Skvarenina, historien[22]
- Diana Hoy, historienne[22]
- Billy Tolley, spécialiste des PVE[21]
- Matt Gephardt, ancien propriétaire[21]

Ce manoir a été construit a Buck Creek en 1859 dans l'Indiana et a appartenu à l'origine à la famille Eastes. En 1847, Rachel Eastes, petite fille seulement âgée de 5 ans, est décédée mais on ne sait pas si c'est dans le manoir ou non et on ignore les circonstances du drame. Le manoir a selon une légende servi un temps d'hôpital où on y soignait la variole et près de 200 personnes y seraient décédées. Le manoir aurait notamment appartenu un moment au docteur Harvey et il aurait introduit la variole au sein de l'établissement pour faire progresser sa carrière. Mais ses rumeurs proviennent d'une ancêtre de la famille Eastes, une dénommée Georgia, déjà morte au moment de l'enquête de Ghost Adventures. Zak se montre dubitatif et part se renseigner en bibliothèque après de Joe Skvarenina et Diana Hoy, historiens: seulement cinq personnes mortes de la variole au manoir sont répertoriées, bien moins que les 200 personnes prétendues par la rumeur. De même, une légende raconte qu'une jeune femme se serait suicidée dans les années 1930 en se jetant d'un puits au sein du bâtiment. Si le puits est bien réel, en revanche aucun document n'a pu être retrouvé par Zak Bagans pour attester de tels faits.
Néanmoins, ce que l'équipe de Ghost Adventures peut affirmer, c'est que des témoins actuels parlent de phénomènes paranormaux. Jennifer Waltz, compagne de l'actuel propriétaire Matt Speck et au début sceptique, raconte avoir été agressé par une entité et avoir eu une marque dans le dos. Jeffrey Poe, qui a précédemment enquêter sur ce manoir, a pu le 27 juin 2011 filmer un cheval à bascule se balançant tout seul, de surcroît accompagné par une orbe. De plus, l'ancien propriétaire de 1993 à 2004, Matt Gephardt, parle de hantise permanente, notamment de bruits de pas à l'étage où il refusait de dormir. Une silhouette entrant et sortant de la salle de bain a également été évoquée par Janie O'Daniel.

### Épisode 6:Le Presbytère de Sedamsville
- États-Unis : 19 octobre 2012 sur Travel Channel
- France : sur CStar

- Jack Ashcraft[25], prêtre catholique byzantin
- Tim Brazeal et Terrie Scott[25], propriétaires de l'ancien presbytère
- Marley Gibson, enquêtrice de «Paranormal Investigators»[26]
- Patrick Burns, enquêteur de «Paranormal Investigators»[26]
- Jim Sorgs, père de Terrie
- Jay Wasley, technicien audio

Le presbytère de Sedamsville a été construit à Cincinnati dans l'Ohio à la fin des années 1800 pour une communauté religieuse . Mais les pratiques en ce lieu n'ont pas toutes été morales. On parle d'organisations de combats illégaux de chiens au sous-sol. De plus, en 2003, deux hommes ont accusé le père John Berning, qui n'était plus en activité, d'abus sexuels perpétrés dans les années 1950 et 1960. Le père John Berning n'a avoué qu'une seule agression, à une date indéterminée.
Ce sont les nouveaux propriétaires du presbytère, Tim Brazeal et Terrie Scott, qui ont appelé Zak et son équipe. Ils tentent de rénover ce lieu mais depuis un an-et-demi qu'ils y habitent, ils affirment vivre un enfer. Tim dit avoir été griffé et Terrie bousculée par quelque chose d'invisible. De plus, un enquêteur paranormal, Patrick Burns a perdu connaissance au cours d'une immersion sur ce lieu.
Avant leur vérouillage nocturne dans ce lieu, l'équipe de Ghost Adventures se rend à proximité du club de country de Bobby Mackey pour rendre hommage à son gardien Carl Lawson, décédé récemment. Cependant Zak et Nick s'abstiennent de rentrer dans ce club qui lors de la première saison leur a laissé de mauvais souvenirs, ceux-ci affirmant que dans les semaines suivant ce tournage ils avaient été suivis jusque chez eux par des entités maléfiques du lieu. Ils disent à Aaron, qui avait eu la même expérience négative, de ne pas y rentrer. Ils demandent à Billy Tolley de filmer seul le mémorial en hommage à Carl Lawson.
Retournant au presbytère de Sedamsville, l'enquête, contrairement aux habitudes, a duré deux nuits au lieu d'une. Pourquoi ? Parce-que Zak, devinant à travers les témoignages que quelque chose de démoniaque vit dans ce lieu, a demandé au père Jack Ashcraft s'il voulait bien procéder à un exorcisme une première nuit avant l'enquête, ce que le prêtre a accepté bien volontiers.
Alors que l'exorcisme a commencé, Tim et Terrie entendent quelque chose grogner. Quelques minutes après, dans une pièce Zak sent le soufre, les autres une odeur de brulé mais cette odeur disparait après que le prête ai aspergé la pièce d'eau bénite. Aaron affirme après avoir vu une silhouette sombre et une voix est un moment entendue. L'expression sur le visage de Terrie est celle de la peur. Mais alors que l'exorcisme de la maison se poursuit, Tim ne se sent pas bien et souhaite que le prêtre sorte de sa maison. Tim avoue après qu'il ne sait pas ce qu'il lui arrive.
La seconde nuit est pendant un long moment très calme, aucun phénomène ni PVE ne sont enregistrés. C'est alors que Billy Tolley rentre seul dans une pièce où il sent de l'électricité, de même qu'une énergie glaciale alors que le tournage est effectué en plein été. Un bruit retentit lorsque Zak se rend lui aussi dans la même chambre. Finalement, ils réussissent à apercevoir un visage sur une photo infra-rouge et un seul PVE: « christian » (chrétien).

### Épisode 7:Cripple Creek
- États-Unis :
- France : sur CStar

- Michelle Rozell[29], responsable du musée de la prison
- Leon Drew, ancien ranger et bénévole du musée de la prison
- Mark Sturgill, technicien du casino
- Daniel (dit « Dan ») et Heather Piotrowski, propriétaires d'une maison hantée
- Bill Chappell, ingénieur audiovisuel

Le tournage se déroule en trois lieux différents: l'hôtel et casino Colorado Grande, la prison du comté de Teller puis la maison Piotrowski, les deux endroits situés à Cripple Creek, une ancienne cité minière du Colorado. Le verrouillage nocturne se passe sans Nick Groff, appelé de manière imprévue en raison de l'accident grave de deux personnes proches.
L'hôtel et casino Colorado Grande se situent dans un grand bâtiment construit en 1896, le « Fairley Brothers and Lampman Building ». En plus d'être un hôtel, il fut autrefois un centre d'affaires et comprenait également une salle de bal et une loge maçonnique. À l'époque où les mines étaient exploitées à Cripple Creek, la Garde nationale est intervenue dans un conflit entre un syndicat minier et les patrons des galeries minières. Face à la concurrence d'autres villes minières, Cripple Creek a fini par tomber en déclin, ne comptant plus que 100 habitants en 1970. Cependant le 10 octobre 1991, un casino a ouvert dans le bâtiment de l'hôtel, redonnant à la ville une attractivité.
Dans le bâtiment, un restaurant, « Le Maggie's », porte le prénom d'une femme d'une vingtaine d'années décédée ayant vécu ici, probablement la fille d'un commerçant de la bâtisse. Les circonstances de sa mort ne sont pas précisées cependant on sait qu'elle était souvent d'humeur joyeuse. Des caméras de surveillance ont filmé son spectre en train de jouer aux machines à sous avec une autre entités masculine inconnue, alors que Maggie est décédée avant l'installation du casino, ce qui tendrait à prouver que son fantôme n'est pas résiduel.
La prison du comté de Teller a été construite en 1901 et a fermé en 1992 à la suite de la construction d'un nouveau centre pénitentiaire. Elle est devenue depuis un musée. Elle ne comptait que quatorze cellules. Michelle Rozell dit que des visiteurs ont eu l'impression d'être poussés vers la sortie de la prison. Leon Drew témoigne avoir vu et entendu un fantôme lui parler et disparaître.
La maison Piotrowski a été bâtie dans les années 1970. A cet emplacement, un puits avait été creusé dans les années 1800. De plus, elle se situe sur un ancien champ de bataille entre deux tribus amérindiennes, les Comanches et les Utes. Les Utes y ont enterré leurs morts. Avant qu'une maison soit construite, le terrain appartenait à un éleveur de chèvres qui y avait dressé une cabane. Les propriétaires d'origine ont vécu un drâme en 1984 lors du réveillon de Noël où leur fils de 7 ans.est décédé. Les propriétaires actuels qui ont acheté la maison en 2005 et ont loué la maison. Mais à chaque fois, leurs locataires repartaient furieux. De plus, leur fille a vu une fois un spectre apparaitre derrière son père. Daniel Piotrowski prétend pour sa part avoir entendu des coups dans un mur.

### Épisode 8:Brookdale Lodge
- États-Unis : 9 novembre 2012 sur Travel Channel[35]
- France : sur CStar

- Skeeter Marazzo, copropriétaire du lodge[36]
- Jeff Dwyer, enquêteur paranormal[35]
- Denise Dalton, ancienne responsable de l'entretien ménager[36]
- Keenan Zech, témoin[36]
- Billy Tolley[36]

A Brookdale en Californie se tient un complexe hôtelier entouré par les séquoias. Mais ce qui paraît être comme un agréable lieu de villégiature (des personnalités comme Marilyn Monroe, Rita Hayworth, Herbert Hoover, etc ont fréquenté ce lieu) cache un passé plus dramatique. Le juge JH Logan acheta ce terrain qui appartenait à une compagnie dans les années 1900, pour en faire un camping. Mais sa nièce Sarah Logan se noya en 1918 dans le ruisseau voisin du lodge. Un nouveau propriétaire, le docteur FK Camp continua malgré tout son développement et fit construire en 1922 un restaurant entourant la crique et traversé par un ruisseau, qu'un pont enjambe. Mais bien plus tard en 1972 encore une fois une fille, âgée de 13 ans, se noya cette fois-ci dans une piscine du lodge. De plus, l'hôtel a été ravagé par trois incendies: d'abord le 24 octobre 1956 puis également en 2005 et 2009, ce dernier ayant conduit à sa fermeture. En l'absence de causes connues, certains prétendent que ce lieu est maudit.
En conséquence, plusieurs témoins ont affirmé l'apparition de filles blondes par exemple Jeff Dwyer qui déclare avoir vu derrière lui le spectre de Sarah Logan au bord du ruisseau alors qu'il était adolescent. Plus effrayant d'anciens employés témoignent avoir été poussés violemment par une autre entité et projetés sur le ventre,. L'un d'entre eux, Keenan Zach, se sentait mal à l'aise dans certaines chambres, notamment une où il décrivait régulièrement une odeur de vomi. Par ailleurs, Denise Dalton raconte une autre expérience vécue: une porte des toilettes aurait été verrouillée sans que personne soit vu à l'intérieur puis quand enfin la porte a été ouverte, elle a entendu les rires d'une petite fille invisible.
Pour cette enquête, Zach s'aide un petit moment de sa chienne blanche appelée Gracie qui sans aboyer regarde à plusieurs reprises en l'air comme si elle avait perçu quelque chose. Un coup est entendu alors que Nick et Zak s'aventurent dans les toilettes où Denise Dalton dit avoir vécu l'une de ses plus étranges expériences. Nick a de plus senti comme une « toile d'araignée » sur son visage, assimilée à de l'électricité statique, chose qui peut arriver en présence d'un spectre invisible.

### Épisode 9:La Maison Tor
- États-Unis : 16 novembre 2012 sur Travel Channel[39]
- France : sur CStar

- Aengus Jeffers, arrière-petit-fils de Robinson[40]
- Carol Dixon, assistante administrative de la maison Tor[39]
- Joan Hendrickson, archiviste de la maison Tor[39]
- Vince Huth, président de la fondation de la maison Tor[40]
- Kathleen Sonntag, guide[40]
- Billy Tolley, spécialiste des PVE[39]

Cette maison a été construite à Carmel-by-the-Sea en Californie par le poète Robinson Jeffers et sa femme Una en 1919. La construction de la maison a été accompagnée de l'élévation d'une tour de deux étages, la « Hawk tower ». L'un des aspects étranges est que dans l'un de ses poèmes, il avait prédit l'année (1962) de sa mort et qu'il allait mourir dans son lit. Il avait également prévu de réapparaitre aux vivants. Une autre coïncidence de ces poèmes est qu'il disait dans ses poèmes que 50 ans après son décès, un homme avec un caniche serait intrigué par sa maison et la visiterait. C'est presque le cas de Zak qui trois jours avant le reportage s'est par hasard arrêté devant sa maison sauf que Zak a un border collie majoritairement blanc.
Plusieurs employés de la maison racontent avoir vu l'apparition de Robinson soit de sa femme Una. Carol Dixon, évoque également qu'auparavant la biographie d'Una Jeffers était tombée trois fois mystérieusement des étagères de la bibliothèque avant qu'elle ne décide de lire le livre, ce qui a estompé le phénomène.

### Épisode 10:Union Station
- États-Unis : 23 novembre 2012 sur Travel Channel[43]
- France : sur CStar

- Tim Phillips, guide touristique de « Kansas City Gangster Tour »[43]
- Tammie Schneider, manager de l'entretien de la gare
- Marcus Miller, manager de la sécurité[43]
- Denise Morrison, directrice du service culturel[43]
- John Kirkpatrick, technicien audiovisuel de la station[43]

L'épisode se déroule dans une gare de Kansas City dans le Missouri. Cette gare a été ouverte en 1914 et a fermé une première fois en 1985. Le 17 juin 1933, une fusillade mortelle s'est déroulé juste à côté de la gare. Frank Nash, braqueur de banque, est descendu d'un train escorté par des policiers et agents du FBI. Il devait être ensuite transféré en voiture à partir de la gare de Kansas City par ces mêmes agents. Mais la nouvelle de ce transfert est parvenue aux gangsters qui l'attendaient à la sortie de la gare. Frank Nash est décédé ainsi que certains des agents qui l'accompagnaient. Le massacre a fait cinq morts au total. Il est dit aussi qu'en 1954, sous l'horloge du hall de la gare, un homme attendant sa femme qui allait terminer son service au restaurant, s'est effondré, victime d'une crise cardiaque.
Des employés témoignent d'apparitions. Tammie Schneider raconte qu'une fois, baissée pour laver une vitre, elle a vu tout près d'elle un pantalon et des chaussures noires. Se relevant, il n'y avait personne et le pantalon tout comme les chaussures avaient disparus. Elle a ensuite vu plus loin une ombre noire s'en aller. Marcus Miller a eu une expérience étrangement similaire. Un jour, il a vu les jambes d'une femme avec des collants noirs et des talons hauts derrière une porte basse. Mais ces jambes ont disparu et il n' y avait personne. John Kirkpatrick, dit avoir vu une fois les éviers se mettre à couler seuls sans qu'hormis lui personne ne soit dans les toilettes.

### Épisode 12:La Première prison d’État du Wyoming
- États-Unis :
- France : sur CStar

- Ted Ford, ancien guide conférencier
- Kaitlyn Schmidt, guide conférencière
- CJ Young, guide conférencier
- Jeff Belanger, documentaliste de Ghost Adventures
- Jay Wasley, ingénieur du son
- Deen.A Alexander, propriétaire d'une maison hantée
- Galen, Dylan et Tina, employés de la prison

L'enquête paranormale se déroule une nouvelle fois dans une prison, à Rawlins dans le Wyoming, un pénitencier où près de 200 détenus sont décédés au cours de son histoire. Son histoire a débuté en décembre 1901 avec l'ouverture de la prison. En octobre 1912, un détenu, Frank Wigfall a été pendu par d'autres prisonniers, furieux après que celui-ci ai été accusé d'avoir assassiné Esther Higgins, femme populaire de 70 ans qui leur distribuait régulièrement des pâtisseries. L'émission se déroule lors du centenaire de la mort de ce prisonnier. Un surveillant a été assassiné par des prisonniers en 1975 dans cette prison. D'autres réclusionnaires ont été abattus dans leurs cachots. Aussi, quatorze détenus ont été exécutés dans cette prison soit par pendaison soit dans une chambre à gaz; la dernière fois le 10 décembre 1965 pour Andrew Pixley, un meurtrier qui avait dessiné ses victimes sur les murs de sa cellule. Le pénitencier a fermé en 1981.
Ted Ford et Kaitlyn Schmidt, qui ont été guides dans cette prison à des époques différentes, affirment avoir vu des silhouettes.
L'enquête se déroule aussi dans une résidence dont les fondations datent de 1902 selon la propriétaire, et celle qui a fait construire la maison était la première médecin de l'Etat. Le garage a servi autrefois d'hôpital. Des phénomènes paranormaux ont été signalés dès les années 1970. Ces phénomènes ont pu être provoqués par le fait qu'un médecin qui habitait à côté gardait des objets personnels par exemple des cheveux de patientes décédées. L'actuelle propriétaire raconte qu'elle a vu le fantôme d'un gamin projeter un bibelot contre la tête de sa belle-sœur.
L'équipe de Ghost Adventures reste trois jours à Rawlins. Dans la maison, Nick a vu une ombre noire en regardant un miroir mais quand il a voulu la filmer, il a été gêné par le spot de la lumière infra-rouge d'une autre caméra. Mais Zak, Nick et Aaron ont installé une caméra dans le salon qui enregistre par deux fois une ombre noire de la taille d'un petit animal ramper au sol.
Dans la prison, ce sont Jay Wasley et Billy Tolley qui enquêtent dans un premier temps. L'immersion se révèle fructive:
- Lors de la première nuit, tous les enquêteurs sont absents mais ils ont laissé des caméras. On entend ainsi une voix féminine dire « help me » (aidez-moi[54]) et un bruit de banc qui claque, que les employés n'arrivent pas à expliquer.
- Lors de la seconde nuit, Billy et Jay captent une série de bruits métalliques
- Billy a vu quelqu'un avec une lampe-torche (les gardiens en disposaient la nuit lorsque la prison était en service) et une caméra s'est renversée seule dans une douche[54]
- Quand Zak, Aaron et Nick reviennent dans le pénitencier, Nick a cru entendre une voix d'homme
- Jay et Billy aperçoivent encore la lumière d'une torche au bout de la cafétéria grâce à une caméra[54]. Aaron seul dans les douches est témoin du même type de lumières et une orbe passe au-dessus de sa tête[54].
- Alors que Nick explore les cellules du couloir de la mort, il a eu la sensation que quelque chose lui avait frappé à la tête[54]. D'autres orbes sont filmées juste après.

### Épisode 13:Snug Harbor
- États-Unis :
- France : sur CStar

- Amy Raiola, coordinatrice d'éducation
- Donald Popovitz, ranger du parc
- Lynn Kelly, présidente du centre culturel de Snug Harbor
- Christopher Mancuso, investigateur paranormal
- Larry Anderson, directeur du département des arts du spectacle
- Linsey Davis, journaliste correspondante de ABC News

L'enquête se déroule à Snug Harbor, un quartier pour marins à la retraite à Staten Island dans l'Etat de New York. Mais il a été désaffecté à partir des années 1960, avant d'être transformé en centre culturel.
Une légende dit qu'une surveillante a eu une liaison avec un marin et que de leur relation est né un fils handicapé. Pour le cacher, la matrone enfermait son fils handicapé au sous-sol. Parvenu à s'échapper, il prit une paire de ciseaux et la poignarda mortellement avant d'être retrouvé pendu à un arbre, probablement par des résidents en colère après son meurtre. En revanche, le meurtre d'un prêtre le 30 janvier 1863 a bien été une réalité: le révérend Robert Quinn, aumônier de Snug Harbor, fut abattu au pistolet par Herman Ingalls, un ancien marin, avant que celui-ci ne retourne l'arme contre lui. Il semblerait qu'Herman Ingalls avait peur que le révérend ne révèle un secret.
Amy Raiola raconte que quelqu'un a vu un bras derrière une balustrade alors que sa sœur sentait qu'ils n'étaient pas les bienvenus à l'étage. Aussi, des voix d'une femme auraient été entendues dans la maison de la matrone. Dans le music-hall construit en 1892, le directeur Larry Anderson a pris une photo où une mystérieuse silhouette blanche apparaît sur scène. Enfin, près de l'église, des gens qui se perdaient disaient qu'une jeune fille leur indiquait le chemin. Sauf que quand Donald Popovitz essayait d'aller à la rencontre de cette fille, il n'y avait personne ? Était-elle une revenante ?

### Épisode 14:Le Funérarium de La Nouvelle-Orléans
- États-Unis : 22 février 2013 sur Travel Channel[60]
- France : sur CStar

- Janice Bates, employée du bar « May Baily's Place »[60]
- Lakita George, femme de chambre à l'hôtel « Dauphine Orleans »
- Joel Peterson, employé de l'hôtel « Dauphine Orleans »
- Aleis Tusa, directrice de communication à la Nouvelle-Orleans
- Matthew Pouliot, guide touristique à la Nouvelle-Orleans[60]
- Mary Millan, surnommée « Bloody Mary » spécialiste de l'art vaudou
- Jeff Borne, propriétaire du funérarium de la Nouvelle-Orleans depuis 2007[60]
- Lance Hock, gérant du funérarium de la Nouvelle-Orleans[60]

L'émission se déroule à La Nouvelle-Orléans où le 29 août 2005, l'ouragan Katrina a fait 1 833 victimes. L'enquête se divise en trois lieux: le bar « May Baily's Place », la maison de Mary Millan (spécialiste de l'art vaudou) et le funérarium de la ville.
La prostitution fut légalisée en 1897 puis interdite en 1917. Le bar « May Baily's Place » fut autrefois une maison close. Parfois certaines prostituées du bar droguaient et détroussaient voire tuaient les clients. Il est dit qu'une femme fut assassinée dans la chambre de May Baily. Les employés du bar parlent de hantise dans l'établissement: des brochures se seraient envolées d'une étagère sans raison et seraient retombées à des pages évoquant l'ouragan Katrina, des verres seraient tombés seul au sol dans le bar et une femme aurait été griffé.
La venue de l'équipe dans la ville est l'occasion de revoir Mary Millan, rencontrée dans l'épisode de la plantation Magnolia (saison 2 et épisode 4) en 2009. Elle raconte avoir dû accomplir une série de rituels pour chasser un esprit, sous forme d'une main que son fils voyait ouvrir les portes.
Le funérarium abritait autrefois une entreprise de pompes funèbres. Des fantômes d'enfants y ont été aperçus: une petite fille et son frère. Une poupée de chiffon est aussi souvent mystérieusement déplacée. Lance Hock a autrefois pris un cliché où on devine une petite fille. Egalement, au sous-sol du funérarium, des gens ont dit avoir vu un homme vêtu d'un pyjama bleu.

### Épisode 15:Enquête au Market Street Cinema
- États-Unis :
- France : sur CStar

### Épisode 16:L'Hôtel Goldfield
- États-Unis :
- France : sur CStar

### Épisode 17:Glen Tavern Inn
- États-Unis :
- France : sur CStar

- Monica de La Torre, gérante de l'hôtel[64]
- Patrick Smith, locataire permanent à l'hôtel et voyant
- Rosanna Jennett, propriétaire du Glen Tavern Inn
- Neria Berjes, gouvernante
- Brit Morgan, actrice[64]
- Mimi Page, chanteuse et musicienne[64]
- J.J Sicotte[64]

L'hôtel Glenn Tavern Inn a été construit en 1911 à Santa Paula en Californie. Rosanna Jennett, propriétaire au moment du tournage, l'a acquis en 2004.
Cet hôtel a été entaché de plusieurs morts violentes. D'abord, un cowboy nommé Calvin fut assassiné par balle après une partie de poker. Aussi, une prostituée aurait été décapitée et son corps déplacé dans un placard de la chambre 307. Enfin, en 2008, un client prénommé Henry se serait pendu. Patrick Smith, voyant de l'établissement, a visité l'établissement deux jours avant ce suicide et a demandé si quelqu'un était mort ici. Il ne savait pas qu'il avait pressenti l'avenir...
Monica a vu 9 ans avant l'émission une femme disparaitre dans un mur. Dans la chambre 103, Patrick Smith affirme avoir vu un fantôme s'occupant d'un autre spectre résiduel se croyant encore malade. Des clients disent avoir vu dans la chambre 204 une petite fille sous un lit. Cette petite fille serait celle qui serait apparue dans un miroir sur une photo au cours d'une cérémonie, bien que Zak se demande s'il s'agit d'une illusion d'optique.
Billy Tolley va dormir la première nuit dans la chambre 307 et plusieurs mots sont captés par l'appareil Ovilus II notamment « cartes », « oracle », faisant penser au thème de la voyance. Billy semble en présence d'un esprit affectueux puisqu'il lui aurait touché la cuisse. De plus, Billy entend un brut inexpliqué, enregistré par la caméra.
Au début de la seconde nuit, alors que Zak, Billy Tolley et les invitées Brit Morgan et Mimi Page sont réunis dans le salon, ils entendent la voix d'une petite fille à l'étage. Tous se réunissent ensuite en bas dans le salon autour de Patrick Smith qui tire les cartes et qui prétend que trois petits évènements arriveront au cours de la soirée. Nick ressent une énergie dans l'encadrement d'une porte. Ensuite, ils établissent un cercle et entendent le murmure d'une petite fille, chose corroborée par Monica qui ressent qu'une petite fille de 7 ans a été tuée dans la chambre 220.

### Épisode 18:Natchez, Mississippi
- États-Unis :
- France : 24 décembre 2014 sur Planète + No Limit[68]

- Finley Hootsell, historien local
- John Bullard, enquêteur paranormal de « Smoke and Mirrors »
- Stephen Coleman, enquêteur paranormal de « Louisiana Spirits Paranormal Investigations » et ancien soldat de la Garde Nationale
- Marianne Raley, bibliothécaire à Natchez
- William Maxie, père de la fille propriétaire de la dague

L'enquête se déroule au King's Tavern, restaurant à Natchez dans le Mississippi. Il est déclaré dans l'épisode que ce bâtiment a été construit en 1769 au bout de la piste Natchez, qu'en 1932, trois squelettes humains ont été découverts sous la cheminée. Sous cette même cheminée, une dague du début du XVIIIe siècle aurait été retrouvée lors de travaux dans les années 1970. Cette dague aurait été utilisée lors de sacrifices humains et aurait appartenu à un noble espagnol. Des échos disent aussi que les frères Harpe, tueurs en série de la fin du XVIIIe siècle et du début du XIXe siècle, seraient venus à l'auberge pour repérer leurs futures victimes. Mais ces histoires sont sujettes à caution.
Le King's Tavern serait notamment hanté par le fantôme d'une dénommée Madeline, maitresse du premier propriétaire des mieux, Richard King. Madeline aurait été assassinée par la femme de Richard King, extrêmement jalouse. En 1974, un article de presse évoquait dans cet établissement la silhouette d'une femme voilée avec la tête baissée et les mains croisées au pied d'un lit. En 1994, une journaliste a prétendu avoir vu un spectre ressemblant à celui de Madeline. Stephen Coleman prétend avoir vu une femme assise à une table qui a ensuite disparu. Des voisins du lieux racontent que la police se rendait souvent ici à la suite de déclenchements d'alarmes intempestifs et inexpliqués.
Pour l'enquête, Zak a pris avec lui une autre dague, espérant ainsi réveiller les fantômes du lieu. Les caméras ont pu permettre d'enregistrer plusieurs manifestations: une orbe alors que Zak est seule dans une pièce, des bruits inexpliqués au sous-sol, un petit ectoplasme flottant au-dessus d'un siège vers un autre. Aaron s'est senti de plus poussé dans le dos par deux mains. Mais plus que le reste, ce sont les comportements tour à tour de Nick Groff et Billy Tolley qui intriguent lors de cette immersion. Billy n'était un moment pas conscient et a été pris de tachycardie et Nick n'était pas tout à fait lui-même, inquiétant les autres membres de l'équipe.